# Holger Thews
Holger Uwe Thews (* 11. Mai 1973 in Menden, Sauerland) ist ein deutscher Schauspieler. Daneben arbeitet er als Sänger, Musiker und Komponist.
Holger Thews studierte von 1995 bis 1999 an der Schauspielschule Stuttgart.
Sein erstes Engagement erhielt er in Dresden am Theater Junge Generation. Von 2003 bis 2007 arbeitete er freischaffend. Seit März 2007 gehört er zum Ensemble der Landesbühnen Sachsen mit Stammhaus in  Radebeul. Auf der Felsenbühne Rathen tritt er als Darsteller des Old Shatterhand auf, außerdem ist er dort als Lysander in Ein Sommernachtstraum von William Shakespeare und in anderen Rollen zu sehen.

## Rollen
- Rocky Horror in The Rocky Horror Picture Show von Richard O’Brien, Regie: Jakob Lemke
- Peer Gynt in Peer Gynt von Henrik Ibsen, Regie: Volker Fleige
- Silvio in Der Diener zweier Herren von Carlo Goldoni, Regie:
- Valerio in Leonce und Lena von Georg Büchner, Regie: Hans-Peter Bögel
- Orin in Trauer muss Elektra tragen von Eugene O’Neill, Regie: Hans-Peter Bögel
- Furcht und Hoffnung der BRD von Franz Xaver Kroetz, Regie: Hans-Peter Bögel
- Biff in Tod eines Handlungsreisenden von Arthur Miller, Regie: Charles Muller
- Eddie in Liebestoll von Sam Sheppard, Regie: Helfried Foron
- Marshall in Engel der Tankstelle von Edward Thomas, Regie: Gerald Gluth
- Albert in Die Memphis-Brothers von Paul Steinmann, Regie: Gerald Gluth
- Peer Gynt in Soria Moria nach Henrik Ibsen, Regie: Volker Metzler
- Chris in What a Feeling von Wolfgang Adenberg und Stephan Ohm, Regie: Ulrich Schwarz
- Grünstein in Die Grünstein-Variante von Wolfgang Kohlhaase, Regie: Jan Ehlers
- Stanley in Taxi Taxi von Ray Cooney, Regie: Holger Böhme
- Drache Koks in Ritter Rost und das Gespenst von Jörg Hilberg (Text) und Felix Janosa (Musik), Regie: Rogier Hardemann
- Lysander in Ein Sommernachtstraum von William Shakespeare, Regie: Arne Retzlaff
- Dromio von Ephesus und Dromio von Syrakus in Die Komödie der Irrungen von William Shakespeare, Regie: Arne Retzlaff
- Old Shatterhand in Der Schatz im Silbersee von Olaf Hörbe nach Karl May, Regie: Olaf Hörbe
- Doras Chef in Die sexuellen Neurosen unserer Eltern von Lukas Bärfuss, Regie: Karoline Bischoff
- Theatersport, Improvisationsspielshow aus Kanada
- Paul in Bad Boy Bubby von Caren Pfeil und Arne Retzlaff nach dem gleichnamigen Film von Rolf de Heer, Regie: Arne Retzlaff
- Das Ballhaus von Steffen Mensching nach dem Stück Le Bal, Uraufführung durch das Théatre du Campagnol nach einer Idee von Jean-Claude Penchenat, Regie: Gerald Gluth
- Peter in Die fetten Jahre sind vorbei nach dem gleichnamigen Film von Hans Weingartner, Katharina Held, Regie: Holger Böhme